# Фінікійська схема
«Фінікійська схема» (англ. The Phoenician Scheme) — американо-німецький кінофільм у жанрі шпигунської комедії, зрежисований Весом Андерсоном. Ролі виконав суттєвий акторський ансамбль, на чолі якого — Бенісіо Дель Торо.
Прем'єра фільму відбулась 18 травня 2025 року, в основній конкурсній програмі 78-го Каннського кінофестивалю, де його сприйняття критикою виявилось неоднозначним, проте переважно позитивним. У прокат в Україні «Фінікійська схема» вийшла 29 травня 2025 року.
Дія відбувається у 1950 році. Один з найбагатших людей світу, безжальний Анатоль «Жа-Жа» Корда, після чергового замаху на своє життя розшукує свою 20-річну доньку-послушницю Лізл, аби передати їй свої статки. Лізл, попри погані стосунки з батьком, приймає пропозицію, щоб використати його багатство для добрих справ. У масштабній подорожі сучасною Фінікією в пошуках інвесторів для виконання цього плану, перебуватиме ще й репетитор-норвежець Лізл, ентомолог Бйорн Лунд. Паралельна сюжетна лінія — розслідування Лізл вбивства власної матері в минулому десятилітті.

## Сюжет
У 1950 році торговець зброєю та промисловець Анатоль «Жа-Жа» Корда ледве виживає після замаху в літаку. Він перехоплює керування, катапультувавши пілота, і здійснює аварійну посадку на кукурудзяному полі. Через випуск новин з'ясовується, що багато людей ненавидять Корду за скупість, хабарництво і крайній прагматизм. Опинившись на межі смерті, Корда потрапляє в потойбіччя, де божественний суд оцінює його гідність потрапити до раю як сумнівну.
Розуміючи, що спроби вбити його продовжаться, Корда намагається знайти свою дочку Лізл, аби переконати її прийняти статки у спадок замість малолітніх синів, який він відправив до інтернату. Але Лізл — католицька послушниця і не зацікавлена в бізнесі й тим паче торгівлі зброєю. У Корди та Лізл напружені стосунки, оскільки той відправив дочку до монастиря у віці п'яти років, і — за чутками — убив її матір. Але він має амбітний план — розбудувати інфраструктуру Фінікії, що забезпечить великі мирні прибутки. Випадково поруч із Анатолем і Лізл опиняється норвезький репетитор Лізл, ентомолог Бйорн, якого Корда робить своїм секретарем.
Лізл вирішує, що попри сумнівні плани батька (зокрема використання рабської праці в Фінікії), вона зуміє зробити завдяки його багатству багато добрих справ. Але уряди всього світу хочуть зупинити Корду. Урядовий агент Екскалібур змовляється підвищити ціни на будівельні матеріали, що загрожує банкрутством Корди.
Разом з Лізл та Бйорном, Корда зустрічається зі своїми інвесторами та намагається їх обдурити. Він обманним шляхом просить каліфорнійців Леланда та Рейгана підписати контракт, що збільшує їхній фінансовий внесок, не повідомляючи їм про зміни; шантажує власника французького нічного клубу Марселя Боба; та погрожує вбити бізнесмена зі Східного узбережжя Марті. Хоча інвестори розлючені, вони погоджуються покрити 50 % дефіциту бюджету.
Під час поїздки до інвесторів Корду ранять кулею замість Марселя Боба. Корда зустрічає матір Лізл у потойбічному житті; вона каже йому, що він не батько Лізл. Корда розуміє, що його родина ніколи не відчувала його любові. Він зізнається, що підбурив свого зведеного брата Нубара вбити матір Лізл. Він також зізнається, що Нубар — його партнер у фінікійській схемі та батько Лізл. Лізл обурена аморальністю батька, але погоджується продовжувати допомагати йому, щоб покарати Нубара.
Позаяк грошей все одно не вистачає, Корда пропонує своїй кузині Гільді одружитися з ним. Вона приймає пропозицію, але відмовляється вкладати гроші в справу Корди. Під час польоту літаком додому диверсанти знищують літак Корди, отруївши пілота. Після аварійної посадки виявляється, що Бйорн — шпигун, який працює на консорціум Екскалібура. Однак він закохався в Лізл, тому вирішує допомогти їй. Лізл вирішує покинути сімейний бізнес і повернутися до Церкви. Корда тоне в сипучих пісках і зустрічає в потойбіччі Бога, після чого Корду рятує Бйорн. Група партизанів-комуністів рятує групу в лісі (сприйнявши Корду за союзника) та відправляє їх додому. Але настоятелька монастиря звільняє Лізл, кажучи, що її призначення в світському житті.
Інвестори Корди збираються на презентацію його плану, куди Корда наймає партизанів для охорони. Там Корда, Лізл та Бйорн нарешті зустрічаються з Нубаром, який оголошує, що виводить усі свої інвестиції, не є батьком Лізл, і це саме він весь час намагався вбити Корду. Нубар намагається вбити Корду, але той перемагає і Нубар підривається гранатою.
Корда вирішує змінити свій спосіб життя: удочеряє Лізл, стає католиком, платить своїм робітникам і вкладає всі статки в завершення фінікійської схеми. Оскільки грошей не залишилось, Корда і Лізл починають керувати невеликим бістро. Гільда розриває шлюб із Кордою та віддає обручку Бйорну, який робить пропозицію Лізл, і вона погоджується. Наприкінці Лізл та Корда грають у карти разом як родина.

## У ролях

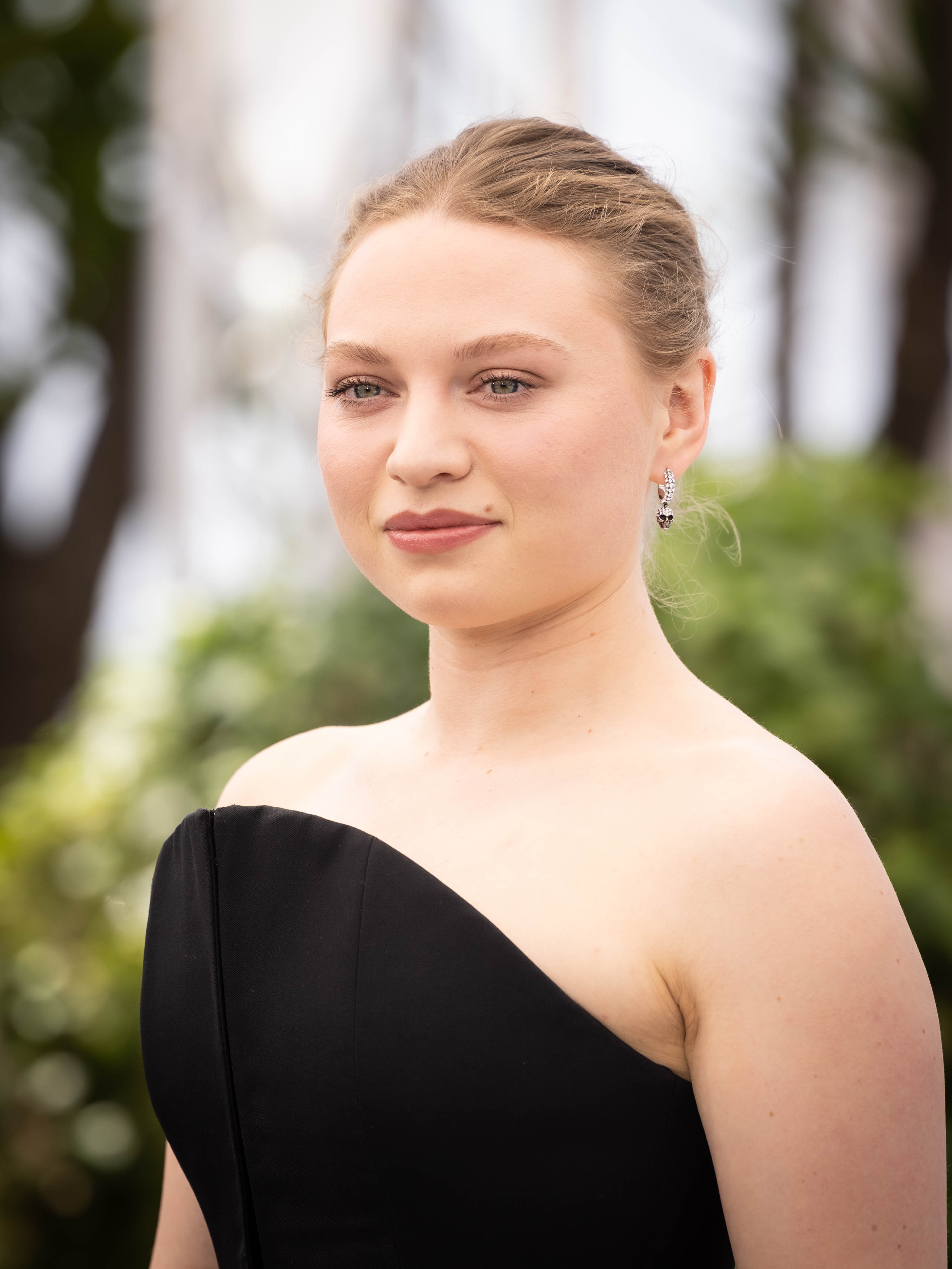
Міа Тріплтон на каннській прем'єрі фільму, травень 2025 року

- Бенісіо Дель Торо — Анатоль «Жа-Жа» Корда
  - Маттіа Морено Леонідас — юний Анатоль
- Міа Тріплтон — сестра Лізл
  - Беатріс Кемпбелл — Лізл у дитинстві
- Майкл Сера — Бйорн Лунд
- Том Генкс — Ліланд
- Браян Кренстон — Рейган
- Різ Ахмед — принц Фарук
- Бенедикт Камбербетч — дядечко Нубар, брат Корди
- Матьє Амальрік — Марсель Боб
- Джеффрі Райт — Марті
- Скарлетт Йоганссон — кузина Хільда Сассмен-Корда
- Річард Айоаді — Серджіо
- Руперт Френд — агент «Екскалібур»
- Хоуп Девіс — настоятелька монастиря
- Алекс Дженнінґс — Броудклоз, дворецький Корди
- Стівен Парк — пілот
- Фарід Мюррей Абрагам — Пророк
- Білл Мюррей — Бог
- Віллем Дефо — Валет
- Карл Марковіц — пустельник
- Шарлотта Генсбур — перша дружина
- Скотт Шеперд — репортер
- Кармен Мая-Антоні — бабуся
- Дональд Самптер — голова
- Шенке Мерінг — лакей
- Максіміліан Мауфф — лакей
- Мерлін Сандмаєр — лакей
- Джейсон Воткінс — нотаріус
- Даніель Штайнер — палій
- Тоні Аранго — кілер у пустелі
- Стефан Бак — боєць ополчення «Радикальна свобода»
- Айша Джой Семюел — боєць ополчення «Радикальна свобода»
- Йоханнес Кріш — кардинал

## Створення

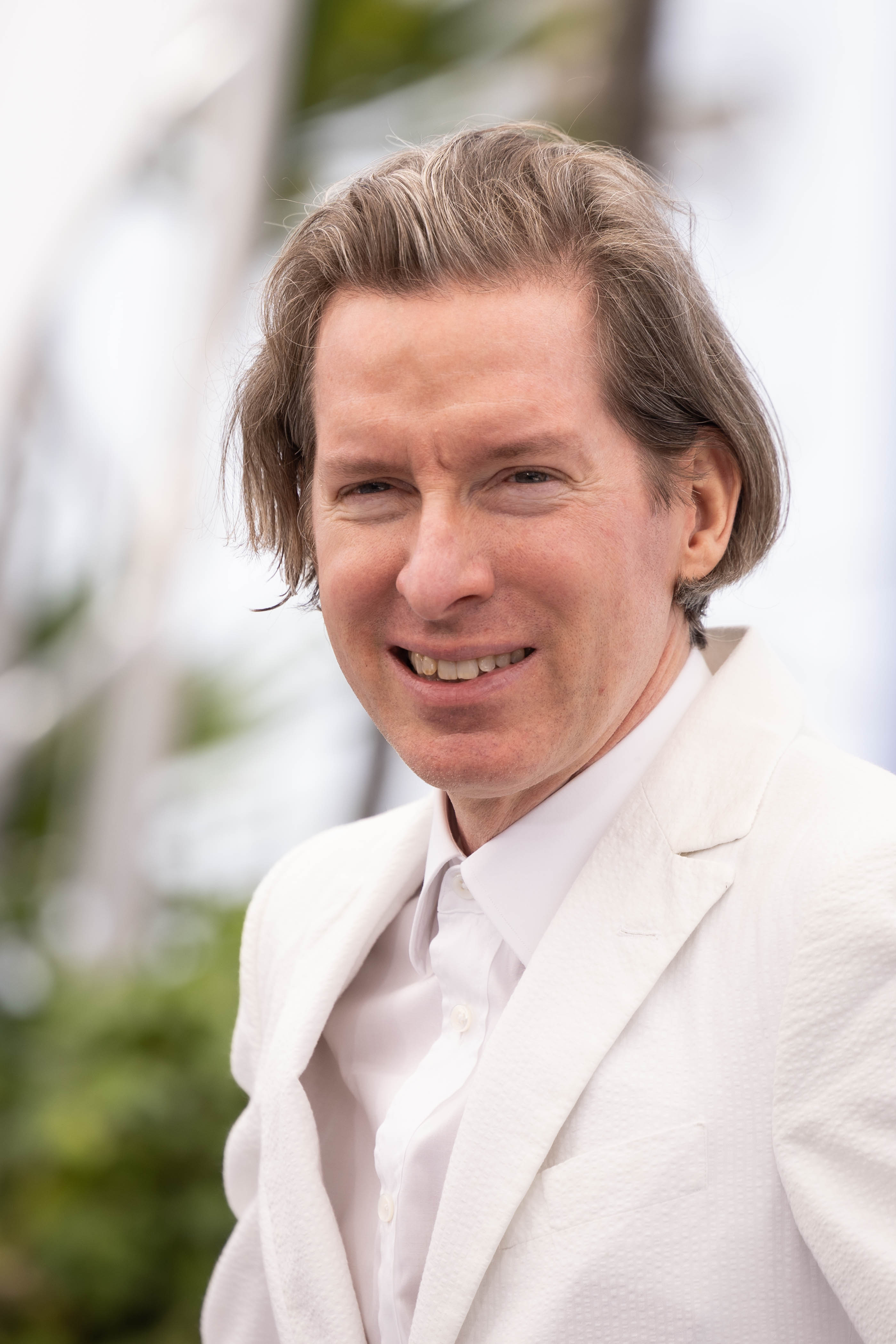
Вес Андерсон на каннській прем'єрі фільму, травень 2025 року

Ідея фільму виникла від потреби Веса Андерсона написати роль спеціально для Бенісіо Дель Торо. «Це персонаж, якого могли зіграти Ентоні Квінн, Ліно Вентура, Жан Габен. Якби Бенісіо відмовився, гадки не маю, хто зміг би його замінити» — казав Андерсон. Роль норвежця Бйорна Лунда також була написана тільки для Майкла Сери, який кожного ранку читав книгу ентомолога Жана Анрі Фабра для підготовки до перевтілення та придумав незвичний, кумедний акцент для свого персонажа.
На роль Лізл пробувались десятки акторок з різних країн, проте коли Андерсон побачив Мію Тріплтон, яка розігрувала сцену з «Острову собак», він зрозумів, що пошуки акторки закінчені — Тріплтон поєднувала в собі стоїчність і життєрадісність. Інші ролі, що були написані під конкретних акторів — Джеффрі Райта та Скарлетт Йоганссон. Персонаж Матьє Амальріка «вийшов» з фільмів Жан-П'єра Мельвіля та Жака Беккера, персонаж Річарда Айоаді — з фільмів Луїса Бунюеля, зокрема «Скромної привабливості буржуазії». Прообразом персонажу Бенедикта Камбербетча став магнат Нубар Гюльбенкян.
Персонаж Дель Торо натхненний європейськими магнатами 1950-х років, як-то Аристотель Онассіс і його головний суперник Ставрос Ніархос. Вес Андерсон також досліджував життя Арпада Плеша, Галуста Гюльбенкяна та Джованні Аньєллі. Проте первісним джерелом натхнення для Жа-Жа Корди став тесть Андерсона — будівельний магнат із Лівії Фуад Малуф, пам'яті якого присвячений фільм. Інші персонажі також написані за колом оточення Малуфа, його робочими партнерами: «Якось я спитав його, які вони. Його відповідь — „Всі леви“». «Корда — особливий вид бізнесмена, який завжди може зробити крутий поворот і має небагато причин для дотримання істини» — казав Андерсон.
Вес Андерсон вперше заговорив про фільм у червні 2023 року, розповівши, що він буде сфокусований на трьох персонажах і їхньому розвитку. Андерсон і Роман Коппола написали сценарій ще до страйку Гільдії сценаристів. Структура фільму лінійна, стилістика — доволі похмура, а Бенісіо Дель Торо присутній майже в кожному кадрі. Перед початком фільмування Дель Торо, Міа Тріплтон і Майкл Сера репетирували протягом двох тижнів. Знімальний процес пройшов із березня по червень 2024 року на кіностудії в Бабельсберзі, Німеччина.
Вперше у фільмографії Веса Андерсона за операторське рішення фільму відповідав не Роберт Йомен, а француз Бруно Дельбоннель. Йомен вирішив взяти перерву, оскільки, завершуючи один фільм, Андерсон одразу ж переходить до наступного. «Бруно привніс щось похмуре, що цілком відповідало історії. Похмуре не в сенсі освітлення, а в сенсі характеру фільму» — казав режисер. У сцені під час початкових титрів фільму, де Корда приймає ванну, творці здійснили стилістичний омаж творчості Браяна Де Пальма: камера Дельбоннеля фіксує кімнату зі стелі, як у сцені гоління Аль Капоне в «Недоторканних», а уповільнений темп фільмування відсилає до однієї з початкових сцен «Керрі».

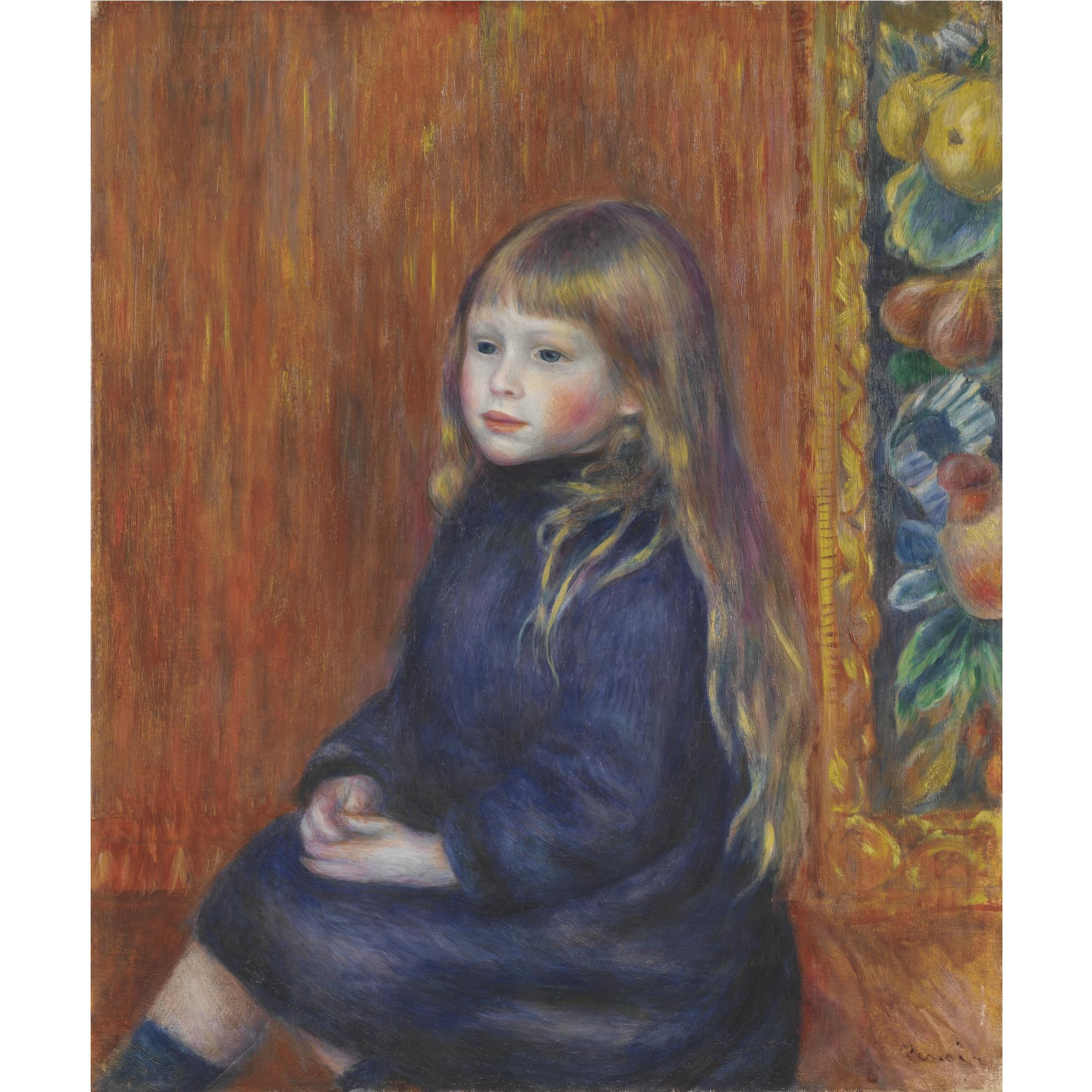
Картина П'єра-Огюста Ренуара «Дитина в синій сукні», оригінал якої використаний у фільмі

«Величну, рухову» музику до стрічки написав постійний композитор Андерсона Александр Деспла. Керівник музичної частини, постійний сподвижник Андерсона Рендалл Постер поєднав музику Депли з джазовими композиціями Гленна Міллера, Джина Крупи та Діззі Гіллеспі, проте «домінуючою музичною силою» фільму був обраний балетний доробок Ігоря Стравинського — «Петрушка», «Жар-птиця» та «Аполлон Мусагет», фінальна частина якого відкриває фільм, презентуючи Жа-Жа Корду в «епічному» світлі.
Оскільки Корда — колекціонер живопису, для фільму були використані оригінали полотен П'єра-Огюста Ренуара з колекції Девіда Нахмада («Дитина в синій сукні»), Рене Магрітта з колекції Улли та Гайнера П'єцшів («Екватор»), роботи з Гамбурзької картинної галереї — сюрреалістичні, абстрактно-експресіоністські, а також витвори XIV століття, виконані різьбленням по дереву: «Собача сутичка» Юріана Якобса, «Натюрморт зі здобиччю та іншими мисливськими трофеями» Яна Венікса, «Вівтар Барбари (Чотири копії за Майстром Франке)» Юліуса фон Ерена, «Натюрморт сніданку зі смаженим биком» Флоріса ван Шутена, «Оплакування Христа» Тільмана Ріменшнайдера. Картина Ренуара багато років належала Греті Гарбо, а у фільмі вона висить над ліжком Лізл. «Трохи марудно було забезпечити позики. Кілька людей, з якими я розмовляв, сміючись, кидали слухавку» — казав арт-куратор Джаспер Шарп, який займався відбором живопису.

## Сприйняття
Після завершення показу в Каннах аудиторія аплодувала стоячи протягом 7 хвилин. За підсумковим вердиктом критиків, присутніх на фестивалі, фільм отримав 2.3 бали з 4 можливих.
Неоднозначне сприйняття «Фінікійської схеми» узагальнювалось твердженнями, що фільм не пропонує нічого нового серед доробку Веса Андерсона — та ж сама максимальна увага до деталей, вичищені кадри, всесвіт, що своїм стилем нагадує мультиплікацію. На думку Джордана Румі (World of Reel), за багатошаровістю Андерсон втрачає темпоритм. Відзначався також вкрай складний, «задушливий» сюжет — Стефані Закарек з журналу Time відверто побачила в ньому «нудьгу»: «Серед параду кольорів Андерсон якимось чином презентує все це менш яскраво, ніж зазвичай».
Серед рецензованих позитивних сторін фільму — центральні акторські роботи Дель Торо, Тріплтон і Сери, та візуальні аспекти стрічки: музичний супровід, костюми, декорації. «Розкішні декорації Адама Стокгаузена перетворюють кожну вітальню, літак і уявне потойбічне життя на окремі магічні всесвіти» — писав Тім Грірсон (Screen International). Натепер рейтинг фільму на Metacritic — 69 %, на Rotten Tomatoes — 78 %.